# Vatan Partisi
Die Vatan Partisi (türkisch für „Patriotische Partei“; bis Anfang 2015 als İşçi Partisi, türkisch für „Arbeiterpartei“ bekannt) ist eine linksnationalistische und eurasistische Partei in der Türkei.
Sie ging ursprünglich aus der Arbeiter- und Bauernpartei der Türkei (TİKP) und der Revolutionären Arbeiter- und Bauernpartei der Türkei (TİİKP) hervor. Geführt wird sie von Doğu Perinçek. Bei den Parlamentswahlen 2002 erreichte die Arbeiterpartei 0,52 % der Stimmen, bei den Parlamentswahlen 2007 0,36 %. Die Umbenennung zur Vatan Partisi erfolgt im Februar 2015. Bei den Parlamentswahlen 2018 erreichte die Vatan Partisi 0,23 % der Stimmen.
Die Partei lehnt sich an die neuen rechtspopulistischen und prorussischen Bewegungen Europas an und vertritt gleichzeitig das eurasistische Gedankengut Alexander Dugins. Sie unterhält auch Kontakte zu Dugin. Hintergrund ist die Furcht, dass die Einbindung der Türkei in die Europäische Union und die NATO die Souveränität der Nation gefährdet.

## Strukturen
Die Partei gibt die Tageszeitung Aydınlık, das Theorieorgan Teori und die populärwissenschaftliche Monatszeitschrift Bilim ve Ütopya heraus. Die Vaterlandspartei verfügt über den Verlag Kaynak Yayınları, der neben den Werken von Mitgliedern der Vaterlandspartei marxistische und kemalistische Klassiker sowie religionskritische Werke herausgibt. Außerdem betreibt sie den Fernsehsender Ulusal Kanal.